# Jay Stansfield
Jay Stansfield (Tiverton, 24 novembre 2002) è un calciatore inglese, attaccante del Birmingham City in prestito dal Fulham.

## Carriera

### Club
Cresciuto nel settore giovanile dell'Exeter City, nel 2019 è stato acquistato dai londinesi del Fulham con cui dopo aver giocato per alcuni mesi nelle giovanili ha debuttato in prima squadra il 4 gennaio 2020 nell'incontro di FA Cup vinto 2-1 contro l'Aston Villa; nel prosieguo della stagione ha anche giocato una partita nella seconda divisione inglese, categoria in cui ha giocato un'altra partita anche nella stagione 2021-2022, terminata con la vittoria del campionato; nella stagione 2021-2022 ha inoltre segnato anche il suo primo gol tra i professionisti, nella sua unica presenza stagionale in Coppa di Lega.
Il 2 settembre 2022 ha fatto ritorno in prestito all'Exeter City, dove ha disputato da titolare la stagione 2022-2023 in Football League One (terza divisione inglese). Il 24 agosto 2023 è stato ceduto in prestito al Birmingham City, con cui ha giocato un campionato da titolare inamovibile in seconda divisione realizzando 12 reti in 43 partite e terminando la stagione con una retrocessione in terza divisione.
Rientrato brevemente a Londra, ha giocato i primi incontri della stagione 2024-2025 con il Fulham, con cui ha esordito nella prima divisione inglese e con cui ha realizzato la sua prima rete stagionale il 27 agosto 2024 nella partita di Coppa di Lega contro il Birmingham City. Tre giorni più tardi è tornato proprio al Birmingham City in prestito: con 19 reti in 37 incontri si è rivelato uno dei giocatori chiave per la promozione in seconda divisione.

### Nazionale
Ha giocato nelle nazionali giovanili inglesi Under-18, Under-20 ed Under-21.
Nel 2025 partecipa agli Europei Under-21.

## Statistiche

### Presenze e reti nei club
Statistiche aggiornate all'8 giugno 2025.
| Stagione        | Squadra         | Campionato      | Campionato | Campionato | Coppe nazionali | Coppe nazionali | Coppe nazionali | Coppe continentali | Coppe continentali | Coppe continentali | Altre coppe | Altre coppe | Altre coppe | Totale | Totale | Totale |
| Stagione        | Squadra         | Comp            | Pres       | Reti       | Comp            | Pres            | Reti            | Comp               | Pres               | Reti               | Comp        | Pres        | Reti        | Pres   | Reti   |        |
| --------------- | --------------- | --------------- | ---------- | ---------- | --------------- | --------------- | --------------- | ------------------ | ------------------ | ------------------ | ----------- | ----------- | ----------- | ------ | ------ | ------ |
| 2019-2020       | Fulham          | FLC             | 1          | 0          | FACup+CdL       | 1+0             | 0               |                    | -                  | -                  |             | -           | -           | 2      | 0      |        |
| 2021-2022       | Fulham          | FLC             | 1          | 0          | FACup+CdL       | 0+1             | 1               |                    | -                  | -                  |             | -           | -           | 2      | 1      |        |
| ago. 2022       | Fulham          | PL              | 3          | 0          | FACup+CdL       | 0+1             | 0               |                    | -                  | -                  |             | -           | -           | 4      | 0      |        |
| 2022-2023       | Exeter City     | FL1             | 36         | 9          | FACup+CdL       | 2+0             | 0               |                    | -                  | -                  | FLT         | 1           | 0           | 39     | 9      |        |
| 2023-2024       | Birmingham City | FLC             | 43         | 12         | FACup+CdL       | 3+1             | 1+0             |                    | -                  | -                  |             | -           | -           | 47     | 13     |        |
| 2024-2025       | Fulham          | PL              | 1          | 0          | FACup+CdL       | 0+1             | 1               |                    | -                  | -                  |             | -           | -           | 2      | 1      |        |
| 2024-2025       | Birmingham City | FL1             | 37         | 19         | FACup+CdL       | 2+5             | 0+4             | -                  | -                  | -                  | FLT         | 0           | 0           | 44     | 23     |        |
| Totale carriera | Totale carriera | Totale carriera | 122        | 40         |                 | 17              | 7               |                    | -                  | -                  |             | 1           | 0           | 140    | 47     |        |

## Palmarés

### Club

#### Competizioni nazionali
- Campionato inglese di seconda divisione: 1

Fulham: 2021-2022
- Football League One: 1

Birmingham City: 2024-2025

### Nazionale
- Campionato d'Europa Under-21: 1

Slovacchia 2025